# Bulkowo-Kolonia
Bulkowo-Kolonia – wieś sołecka w Polsce położona w województwie mazowieckim, w powiecie płockim, w gminie Bulkowo.
| SIMC    | Nazwa  | Rodzaj    |
| ------- | ------ | --------- |
| 0561365 | Butary | część wsi |

W latach 1975–1998 miejscowość administracyjnie należała do województwa płockiego.